# Fiad
Fiad is een plaats (község) en gemeente in het Hongaarse comitaat Somogy. Fiad telt 187 inwoners (2001).